# Janti (Slahung)
Janti is een bestuurslaag in het regentschap Ponorogo van de provincie Oost-Java, Indonesië. Janti telt 1643 inwoners (volkstelling 2010).